# Aldo Loreti
Aldo Loreti (Ascoli Piceno, 25 ottobre 1920 – 4 gennaio 1992) è stato un politico italiano.

## Biografia
Nato ad Ascoli Piceno nel 1920, fu attivo politicamente nelle file del Partito Socialista Democratico Italiano, e venne eletto per la prima volta al consiglio comunale della sua città nel 1956. Fu riconfermato altre otto volte, rimanendo consigliere continuativamente in tutte le legislature del comune fino al 1992, anno della sua morte.
Nel maggio 1987 fu eletto sindaco di Ascoli Piceno, con l'appoggio dei partiti cosiddetti "laici", e fu il primo sindaco della città non espressione della Democrazia Cristiana, che governava Ascoli ininterrottamente dal 1944.